# Альпийский климат

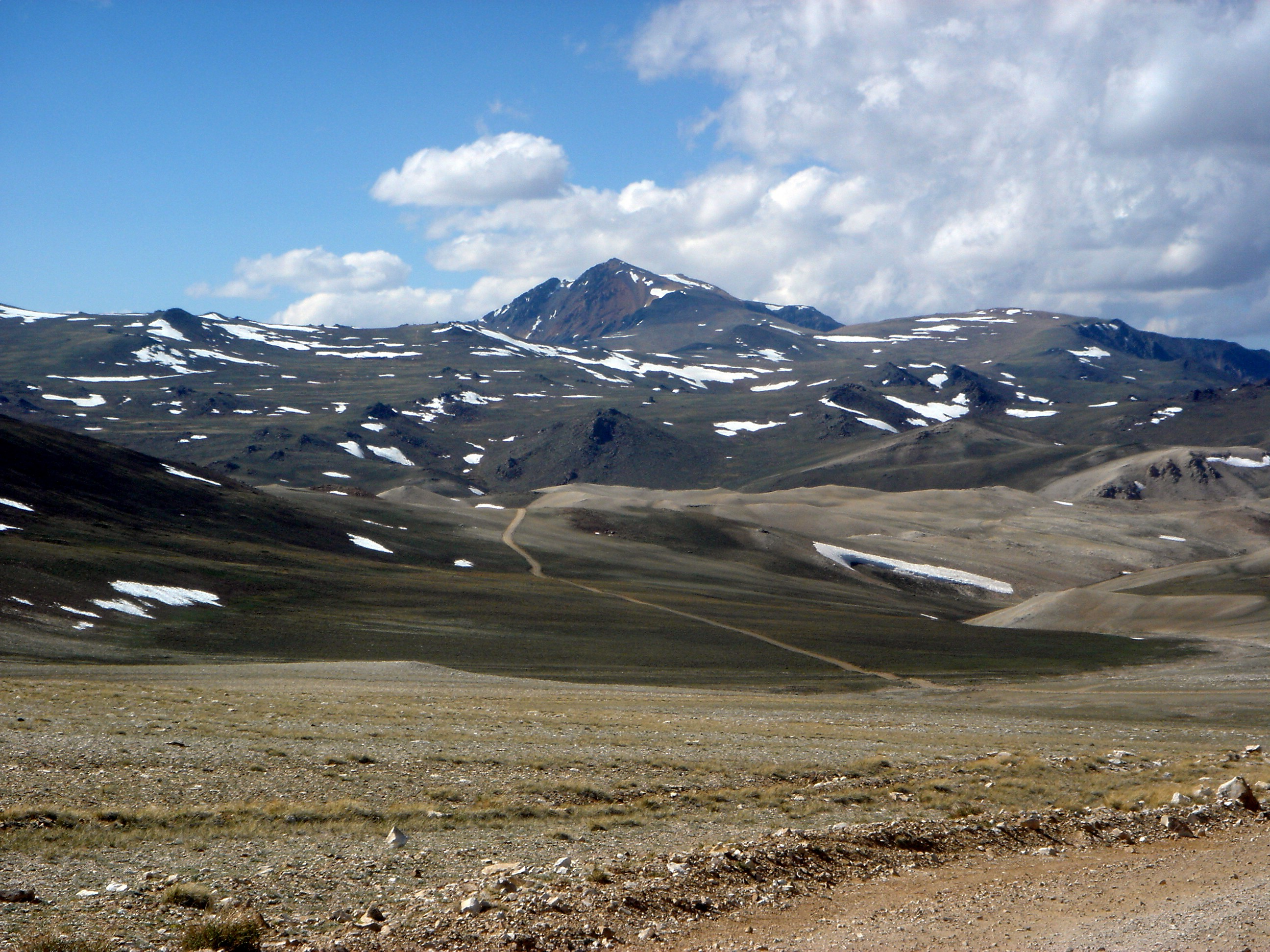
Уайт-Маунтин-Пик, Калифорния

Альпийский климат — климат высокогорий выше границы леса.
В классификации климатов Кёппена альпийский климат, как и полярный, включается в группу климатов E. К данной группе климатов относят местности, средняя температура самого тёплого месяца которых не превышает 10 °C (50 °F).. При этом климат некоторых высокогорных районов также может классифицироваться как влажный континентальный или семиаридный климат.

## Описание

Парниковый эффект

Климат высокогорий холоднее климата низменностей вследствие особенностей переноса тепла в атмосфере Земли. Практически вся тепловая энергия, накопленная поверхностью Земли, возникла в результате преобразования энергии Солнца. Солнечная радиация поглощается водой и сушей, которые в результате нагреваются. Нагретая суша теряет тепло вследствие конвекции потоков воздуха и возврата солнечной радиации обратно в космос. Солнечная радиация поглощается и переизлучается трёхатомными молекулами, такими как оксид водорода и диоксид углерода. В результате переизлучения тепловой энергии, часть тепла которая была бы излучена обратно в космос, возвращается обратно к поверхности Земли. Таким образом, (тропосфера) выполняет роль своеобразного одеяла, удерживающего тепло, излучаемого земной поверхностью. Этот процесс известен под названием «парниковый эффект». Однако с ростом высоты поверхности над уровнем моря, слой тропосферы над поверхностью сокращается. Соответственно в горах парниковый эффект ослаблен, а средняя температура ниже, чем в низменностях. расположенных в тех же широтах.
В таком климате наблюдается низкая относительная влажность воздуха, благодаря ней, а так же ослабленной роли парникового эффекта суточные перепады температур очень велики, вплоть до 30 °C в летний период. И благодаря , опять же, низкой влажности, такие шоковые температуры переносятся легче, чем в континентальном или морском климате.
Для местностей с альпийским климатом доминантным биомом является альпийская тундра.

## Местности с альпийским климатом
Каскадные горы, Скалистые горы, Аппалачи, Альпы, Пиренеи и Сьерра Невада, Анды, Гималаи, Тибетское нагорье, Ганьсу, Цинхай, Восточно-Африканское нагорье, отдельные вершины Атласских гор, Калимантана и Новой Гвинеи. В Северных Андах традиционно выделяют четыре подзоны:

Высотная зональность в Латинской Америке

- Тьерра кальенте или горячая земля;
- Тьерра темплада или умеренная земля;
- Тьерра фриа или холодная земля;
- Тьерра элада или замёрзшая земля.